# Josef Staroštík
Josef Staroštík (21. května 1862 Unčovice – 23. prosince 1929 Unčovice) byl rakouský a český politik české národnosti, na přelomu 19. a 20. století poslanec Říšské rady.

## Biografie
Profesí byl rolníkem v Unčovicích (dobově též Hunčovice) u Litovle. Vychodil obecnou školu, pak české státní gymnázium v Olomouci. Převzal rodinné zemědělské hospodářství. Zapojil se do veřejného a politického života. V roce 1893 byl zvolen starostou Unčovic a tuto funkci zastával ještě k roku 1906. V domovské obci a regionu zřídil četná družstva a roku 1892 i záložnu. Byl pak jejím ředitelem.
Zasloužil se o hospodářský rozvoj Litovelska. Podílel se na založení mnoha zemědělských podniků. K roku 1906 se uvádí jako předseda hospodářského spolku, okresního družstva nákupního a prodejního a rolnického lihovaru v Litovli. Byl také předsedou Selské jednoty, místopředsedou družstva Selských listů, členem kuratoria zimní hospodářské školy a členem výboru českého odboru zemské zemědělské rady.
Na konci 19. století se zapojil i do celostátní politiky. Ve volbách do Říšské rady roku 1897 byl zvolen do Říšské rady (celostátní zákonodárný sbor) za všeobecnou kurii, 5. volební obvod: Valašské Meziříčí, Holešov atd. K roku 1897 se profesně uvádí jako starosta. Do Říšské rady původně nastoupil jako agrární kandidát v rámci Lidové strany na Moravě (moravská odnož mladočeské strany). V roce 1901 se ale se stranou rozešel a začal organizovat samostatnou agrární stranu na Moravě, která byla oficiálně ustavena roku 1904.
V zemských volbách roku 1906 nastoupil jako poslanec Moravského zemského sněmu kurii venkovských obcí, český obvod Litovel, Mohelnice, Uničov. Ve sněmu setrval do zemských voleb roku 1913.